# Górka (województwo podlaskie)
Górka – wieś w Polsce położona w województwie podlaskim, w powiecie sokólskim, w gminie Krynki.
W dwudziestoleciu międzywojennym leżała w województwie białostockim, w powiecie grodzieńskim, w gminie Hołynka.
W latach 1954–1972 wieś należała i była siedzibą władz gromady Górka. W latach 1975–1998 miejscowość administracyjnie należała do województwa białostockiego.
Wierni kościoła rzymskokatolickiego należą do parafii św. Anny w Krynkach.

## Historia
Jako pierwszy właściciel wsi występuje w dokumentach rotmistrz tatarski Samuel Mirza Krzeczowski. Otrzymał ją wraz z sąsiednimi wsiami w 1679 od Jana III Sobieskiego za zasługi w wojnie z Turkami, a w szczególności za uratowanie mu życia podczas bitwy pod Parkanami. W 1797 Krzeczkowscy odsprzedali wieś podstolemu mścisławskiemu Kobylińskiemu. Kolejnym właścicielem jest prezes sądu grodzieńskiego Michał Korybut Daszkiewicz (wiano jego żony Małgorzaty z Kobylińskich). 

## Zabytki
- zespół dworski, 1 poł. XIX, nr rej.:472 z 21.11.1979[7].
  - drewniany dwór
  - park